# چک جزایر قناری
چک جزایر قناری یا چک فوئرته‌ونتورا (نام علمی: Saxicola dacotiae) پرنده‌ای از سردهٔ چک در تیرهٔ مگس‌گیران در راستهٔ گنجشک‌سانان است که پیش‌تر در منطقه گسترده‌ای در جزایر قناری اسپانیا یافت می‌شد ولی امروزه تنها در جزیره فوئرته‌ونتورا از مجموعه جزیره‌های قناری وجود دارد.
منطقه تولیدمثل این پرنده مسیل‌ها و شیب‌های صخره‌ای با بوته‌های تُنک و پراکنده است. هرچند که گاه در زمین‌های باز و خالی نیز یافت می‌شوند. همچنین نخلستان@12@ها را دوست دارند.
این پرنده هر بار ۴-۵ تخم می‌گذارد که باید ۱۳ روز بر آنها بخوابد.
چک جزایر قناری یک گونه در نزدیکی تهدید است. زیرگونه murielae این پرنده که در چینیجو می‌زیست نیز در ابتدای سده بیستم منقرض شد.

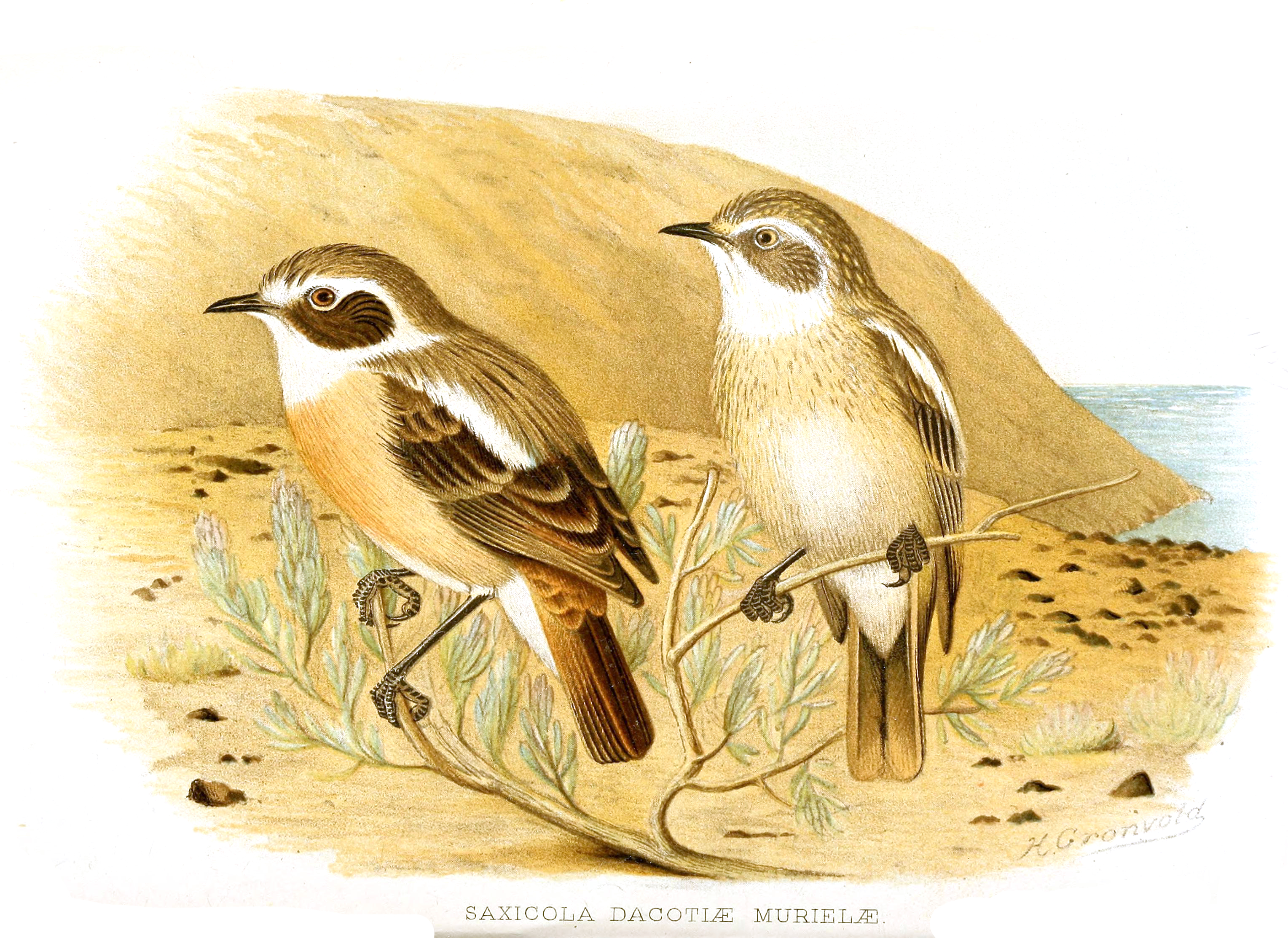
زیرگونهٔ منقرض شده